# D'homme à hommes
Pour plus de détails, voir Fiche technique et Distribution.
D'homme à hommes est un film français de Christian-Jaque sorti en 1948.

## Synopsis
Au soir du 24 juin 1859,  le Suisse Henry Dunant se trouve à proximité du champ de bataille de Solférino, où les troupes piémontaises et françaises ont affronté l'armée autrichienne. Des dizaines de milliers de blessés demeurent sans assistance. Henry Dunant organise un hôpital de campagne et obtient de Napoléon III qu'il libère les médecins militaires autrichiens prisonniers pour soigner les blessés. Il poursuivra ensuite son action et  créera la Croix-Rouge.

## Fiche technique
- Réalisation : Christian-Jaque
- Scénario : Christian-Jaque, en s'inspirant de la vie d'Henri Dunant, fondateur de la Croix-Rouge
- Adaptation : Christian-Jaque et Charles Spaak
- Dialogue : Charles Spaak
- Décors : Robert Gys, assisté de Foucher, Gut, Schmitt et Forestier
- Costumes : Germaine Fillon
  - Robes : Rosine Delamare
  - Costumes militaires : René Decrais
- Photographie : Christian Matras
- Opérateur : Alain Douarinou, assisté de Ernest Bourreaud
- Musique : Joseph Kosma aux éditions Enoch et Cie
- Montage : Jacques Desagneaux, assisté de Raymonde Lejeune
- Son : Joseph de Bretagne, assisté de Gaston Demède, sur procédé Western-Electric
- Effets spéciaux : Nicolas Wilcké
- Régie : Louis Théron, Georges Charlot
- Photographe de plateau : Raymond Voinquel
- Production : P.Albert (RAC) (Paris) et RIC (Genève)
- Chef de production : Jean Erard
- Producteur délégué : Julien Jenger
- Film réalisé sous le haut patronage du Conseil du Cinéma et des Nations unies et de la Croix Rouge Française
- Tournage dans les studios de Paris Billancourt à Billancourt (Seine)
- Tirage dans les laboratoires L.T.C à Saint-Cloud - Agent technique : Guy Seitz
- Pays :  France
- Format : son mono - noir et blanc - 35 mm  - 1,37:1
- Genre : biographie
- Durée : 96 minutes
- Année de tournage : 1948
- Date de sortie : 
  - France : 1er octobre 1948
- Affiches : Jacques Bonneaud, Bernard Lancy (France)

## Distribution
- Jean-Louis Barrault : Henry Dunant, le fondateur de la Croix Rouge
- Bernard Blier : Edmond Coquillot, l'adjoint d'Henry devenu coiffeur
- Hélène Perdrière : Elsa Kastner la riche veuve, amoureuse en secret d'Henry
- Louis Seigner : Philibert Routorbe, l'homme d'affaires qui poursuit Henry
- Denis d'Inès : Le général Dufour
- Georges Chamarat : L'administrateur
- Geneviève Morel : Mme Amélie Coquillot, la femme d'Edmond
- Berthe Bovy : Madame Dunant, la mère d'Henry
- Maurice Escande : Jérôme de Lormel
- Carmen Boni : La comtesse Tamberlani
- Jean Debucourt : L'empereur Napoléon III
- René Arrieu: Attia, un représentant à la conférence
- René Alié : ?
- Abel Jacquin : M.Meynier
- Georges Le Roy : Le président du tribunal
- Albert Médina : Un consultant à la conférence
- Claude Piéplu : Le blessé qui n'aime pas les cigares
- Michele Riccardini : Le curé
- Alain Terrane : ?
- Renée Thorel : Une invitée d'Elsa
- Georges Tourreil : Un officier français
- Marc Valbel : Un officier français
- Janine Viénot : Une invitée d'Elsa
- Paul Demange : Le client patriotique chez le coiffeur
- Robert Moor : Le valet
- Jo Dest : Le directeur de l'hôpîtal
- Roger Vincent : Un invité d'Elsa et un homme de l'hospice
- Victor Tabournot : ?
- Andréas Von Halberstadt : Un médecin autrichien
- Martial Rèbe : Un blessé
- Maurice Nasil : Un invité d'Elsa
- Eugène Yvernes : Le dormeur à la conférence
- Bernard Olivier : ?
- Georges Bever : Un blessé
- Guy Favières : Un invité d'Elsa
- Groenewald : Le délégué hollandais
- Marcel Loche : Le serveur chez Elsa
- Sabine André : Hortense Schneider
- Diana Riva : ?
- Fernand Rauzena : Le cocher piémontais
- Serge Emrich : Jean Kastner
- Albert Michel : Le portier de l'hôtel
- Albert Broquin : Un colporteur
- Edy Debray : Un invité d'Elsa
- Pascal Tabary : ?
- Zorah Ahmed : La servante arabe
- Aline Andrée : ?
- Charles Bayard sous réserves : Un invité d'Elsa
- Jacques Beauvais : Un serveur au caf'conc
- Emile Genevois sous réserves : Un infirmier